# Christine C. Kirpes
Christine C. Kirpes ( 1962 – ) es una botánica, agrostóloga, y profesora estadounidense.
Es doctora en Botánica, Universidad Estatal de Iowa, y trabaja académicamente en el Departamento de Botánica, Universidad Estatal de Iowa, Ames.

## Algunas publicaciones
- timothy j. Killeen, lynn g. Clarkst, nels r. Lersten. 1996. Systematic Significance of Pollen Arrangement in Microsporangia of Poaceae and Cyperaceae: Review and Observations on Representative Taxa. Am. J. of Botany 83 ( 12 ) : 1609-1622

- timothy j. Killeen, Christine C. Kirpes. 1991. A New Species and a New Combination in Ichnanthus (Gramineae: Paniceae) from South America. Novon 1 ( 4 ) : 177-184

- La abreviatura «Kirpes» se emplea para indicar a Christine C. Kirpes como autoridad en la descripción y clasificación científica de los vegetales.[1]